# Areopaag

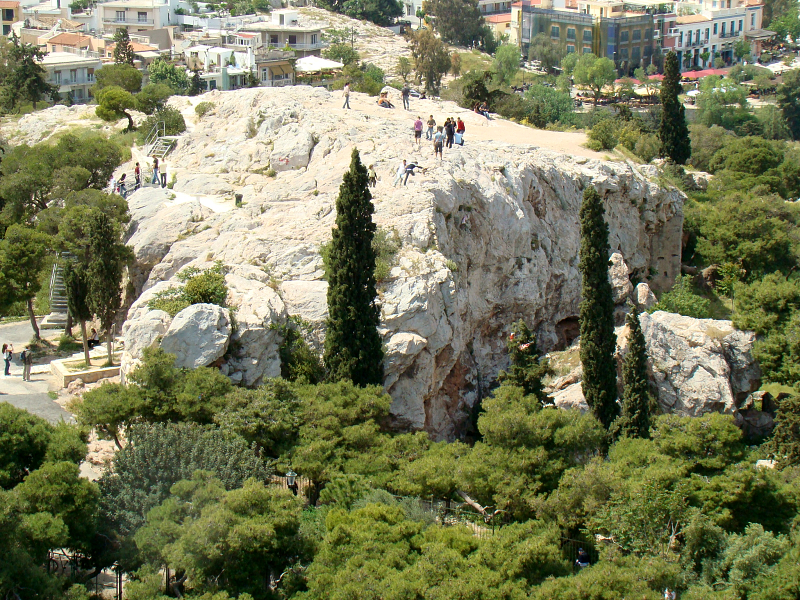
Areopagus te Athene

De Areopaag of Areopagus (Oudgrieks: Ἄρειος πάγος / Áreios págos) is een 115 meter hoge heuvel ten noordwesten van de Akropolis en ook de naam van de  hoogste rechtbank van het oude Athene die er was gevestigd. Deze rechterlijke instelling deed dienst als een 'raad van toezicht' en moest waken over het correct verlopen van wetten en handelingen. De god Ares zou er door de goden zijn berecht voor de moord op Poseidons zoon Halirrhothius. Volgens een andere legende werd op de Areopaag Orestes berecht voor het doden van zijn moeder Klytaimnestra en haar geliefde Aegisthus. Dit verhaal is de basis voor de Orestie van Aeschylus.
De oorsprong van de naam is niet helemaal duidelijk. Pagos is Grieks voor grote steen of rots. Areo- kan zijn afgeleid van de oorlogsgod Ares of van de Erinyen (Furiën). Aan de voet van de heuvel stond een tempel gewijd aan de Erinyen waar moordenaars hun toevlucht konden zoeken om niet berecht te worden. Vlak bij de heuvel werd ook de basiliek van Dionysus de Areopagiet gebouwd.
Voor de 5e eeuw v.Chr. was het de plaats van de Atheense senaat (zie ook archont). In 462 v.Chr. voerde Ephialtes hervormingen door en de Areopaag werd alleen nog maar een rechtbank voor moordzaken. In de 4e eeuw v.Chr. werd de functie uitgebreid met het onderzoeken van corruptie, maar voor het veroordelen van mensen daarvoor was nog steeds de volksvergadering nodig.
De apostel Paulus hield op de Areopaag een beroemde toespraak voor filosofen. Handelingen der Apostelen 17:16-33.
Het hoogste gerechtshof van Griekenland, de Areios Pagos draagt tegenwoordig nog steeds deze naam, maar is elders gevestigd.